# Isojoki

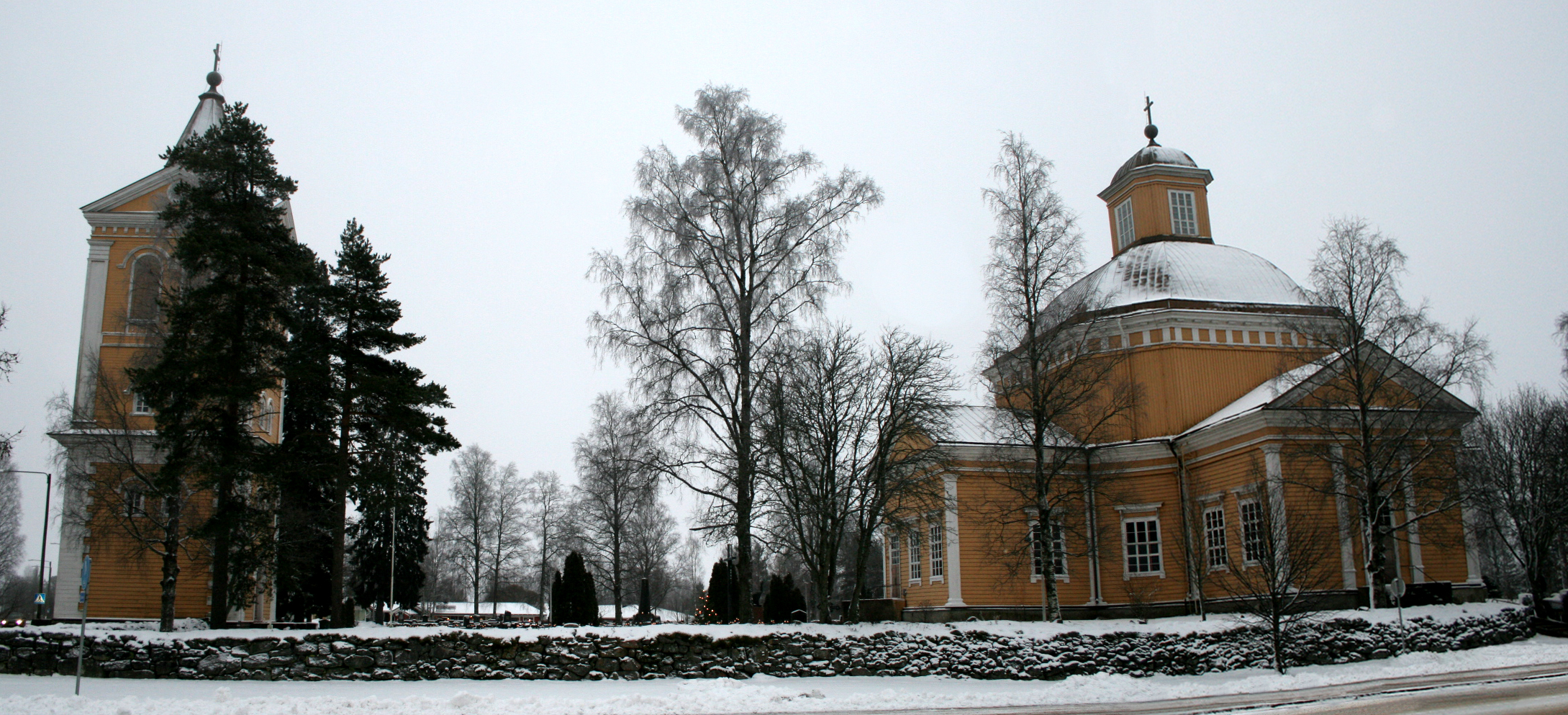

Isojoki (Zweeds: Storå) is een gemeente in de Finse provincie West-Finland en in de Finse regio Zuid-Österbotten. De gemeente heeft een landoppervlakte van 642,38 km² en telt 1.852 inwoners (2022).